# 北京大学公共卫生学院
北京大学公共卫生学院，是北京大学下设的二级学院，成立于1952年。

## 历史沿革
- 1931年，其前身国立北平大学医学院卫生学教研室创立
- 1952年，全国高校院系调整，北京大学医学院脱离北京大学独立建院。
- 1956年，更名为北京医学院公共卫生学系。
- 1985年6月，更名为北京医科大学公共卫生学院。
- 2000年，北京医科大学与北京大学合并组建新的北京大学，北京医科大学更名为北京大学医学部，公共卫生学院为北京大学医学部的一部分。[1]

## 现状
北京大学公共卫生学院现设有八个系：
- 流行病学与卫生统计学系
- 劳动卫生与环境卫生学系
- 营养与食品卫生学系
- 妇女与儿童青少年卫生学系
- 毒理学系
- 卫生政策与管理学系
- 社会医学与健康教育系
- 全球卫生系

此外，还设有中心实验室，北京大学儿童青少年卫生研究所和北京大学生育健康研究所。
目前全院教职员工167人，其中教授、研究员42人，副教授、副研究员42人，博士研究生导师30人。
各类在校学生960人、其中统招博士生103人、统招硕士生254人、公共卫生硕士(MPH)201人，本科生402 人。